# Cacia collarti
Cacia collarti là một loài bọ cánh cứng trong họ Cerambycidae.